# Pet noči pri Freddyju
Pet noči pri Freddyju je ameriška nadnaravna grozljivka iz leta 2023, ki temelji na seriji videoiger Five Nights at Freddy's. V film, ki ga je režirala Emma Tammi, igra Josha Hutchersona kot problematičnega varnostnika, ki se zaposli v zapuščeni piceriji, kjer odkrije, da njene animatronske maskote nadomestijo duše umorjenih otrok. V stranskih vlogah igrajo Elizabeth Lail, Piper Rubio, Mary Stuart Masterson in Matthew Lillard.
Razvoj filma se je začel aprila 2015 pod vodstvom Warner Bros. Pictures. Roy Lee, Seth Grahame-Smith in David Katzenberg naj bi ga producirali, Gil Kenan pa je bil najet kot režiser in soscenarist. Po večkratnih zamudah pri produkciji je Kenan zapustil projekta in nadaljnji razvoj filma je bil prevzel Blumhouse Productions. Chrisa Columbusa so februarja 2018 imenovali za režiserja in soscenarista filma, nazadnje pa je ta zapustil projekt in ga je oktobra 2022 zamenjala Emma Tammi. Snemanje filma je potekalo od februarja do aprila 2023 v New Orleansu in okoliških krajih, s proračunom 20 milijonov dolarjev.
Pet noči pri Freddyju je bil premierno predvajan 27. oktobra 2023 v gledališčih v Združenih državah Amerike Universal Pictures. Kljub temu, da je film prejel na splošno negativne ocene kritikov, je občinstvo dobro sprejelo film in je bil komercialno uspešen, saj je zaslužil 297,1 milijona dolarjev in postal Blumhouseov film z največjim dobičkom na svetu, ki je prehitel Split (2016). Nadaljevanje, Pet noči pri Freddyju 2, bo predvidoma izšlo 5. decembra 2025.

## Vsebina
V Piceriji Freddy Fazbear's, nekoč uspešni zapuščeni piceriji, poskuša prestrašeni nočni varnostnik pobegniti iz stavbe, vendar ga ujamejo in privežejo na mučilno napravo, ki ga ubije.
Nekoliko pozneje je varnostnik nakupovalnega središča Mike Schmidt odpuščen, ker je napadel malomarnega očeta, ki ga je zamenjal za ugrabitelja. Mikeov karierni svetovalec Steve Raglan mu ponudi službo nočnega varnostnika v piceriji. Čeprav sprva nerad, Mike sprejme, potem ko socialna služba zagrozi, da bo prevzela skrbništvo nad njegovo mlajšo sestro Abby in jo predala njuni odtujeni teti Jane, ki želi mesečno plačilo skrbništva.
Prvo noč Mike zaspi in sanja o ugrabitvi svojega mlajšega brata Garretta. Sreča pet otrok, ki so bili tudi priče ugrabitvi, a ti zbežijo, ko se jim približa. Naslednji dan Jane najame tolpo vandalov, med katerimi je tudi Abbyjina varuška Max, da vandalizirajo picerijo, da bi Mikea odpustili in pospešili Janeino skrbništvo nad Abby. Tisto noč med Mikovo izmeno sreča policistko Vanesso Shelly, ki mu pojasni, da so stavbo zaprli v osemdesetih letih, potem ko je tam izginilo pet otrok. Ko se Mikeova izmena konča in odide, vandali vlomijo, a roboti picerije – Freddy Fazbear, Bonnie, Chica, Foxy in gospod Cupcake – okrutno pobijejo vse vandale. Maxino izginotje prisili Mikea, da vzame Abby s seboj v svojo naslednjo izmeno, v kateri se roboti spoprijateljijo z Abby in Mike odkrije, da so v njih duhovi pogrešanih otrok, ki ves čas omenjajo "rumenega zajca".
Četrti večer se Abby po nesreči poškoduje, ko se ona, Mike in Vanessa povezujejo z animatroniki. Naslednje jutro Mike nerad povabi Jane k Abby, ko se vrne v picerijo in vzame uspavalne tablete. Otroci se spet pojavijo v njegovih sanjah in mu povedo, da lahko za vedno ostane z Garrettom v zameno, da jim preda Abby. Mike sprva sprejme, ko pa si premisli, ga napadejo. Potem ko je bil privezan na mučilno napravo, ki je ubila prejšnjega varnostnika, in mu za las uspe pobegniti, ga Foxy stisne v kot in ga poškoduje. Medtem poškodovani rumeni Freddy, ki ga ima vodja otrok, ubije Jane in odpelje Abby nazaj v picerijo.
Vanessa oskrbi Mikeove poškodbe in razkrije, da je hči Williama Aftona, serijskega morilca, ki je ugrabil in umoril Garretta in druge otroke. Njihova trupla je skril v robote, zdaj pa so njihove duše pod njegovim nadzorom. Ko Mike uresniči načrt animatronikov, da ubijejo Abby in da se jim pridruži v posmrtnem življenju, odhiti v picerijo. Premaga robote, toda Steve pride oblečen v obleko "rumenega zajca", jih ponovno aktivira in razkrije, da je Afton. Mike poskuša onesposobiti Aftona, a ga Afton zlahka premaga. Tudi Vanessa poskuša ustaviti Aftona, vendar jo ta zabode z nožem. Poškodovani Mike opomni Abby, da imajo roboti radi risbe, in ji reče, naj jim pokaže, kaj se je v resnici zgodilo. Abby nariše sliko Aftona, ki ubija otroke, da bi jih osvobodila njegovega vpliva in da bi spoznali resnico. Z Mikeovo pomočjo Abby pokaže risbo robotom, ki se nato obrnejo na Aftona. G. Cupcake odgrizne del Aftonove obleke in sproži njegove notranje vzmetne mehanizme, ki ga zabodejo in smrtno ranijo. Medtem ko roboti odvlečejo Aftona, Mike in Abby odneseta Vanesso iz podirajoče se picerije.
Nekaj časa kasneje Vanessa pade v komo in je hospitalizirana, medtem ko se Mike in Abby pobotata in spet zaživita normalno. V piceriji vodja otrok opazuje umirajočega Aftona v obleki, preden ga zaklene v temen prostor in ga prepusti usodi.

## Vloge
- Josh Hutcherson - Mike Schmidt

- Piper Rubio - Abby

- Elizabeth Lail - Vanessa

- Matthew Lillard - Steve Raglan / William Afton

- Mary Stuart Masterson - Aunt Jane

- Kat Conner Sterling - Max

- David Lind - Jeff

- Christian Stokes - Hank

- Joseph Poliquin - Carl